# Graomys griseoflavus
Graomys griseoflavus är en däggdjursart som först beskrevs av Waterhouse 1837.  Graomys griseoflavus ingår i släktet Graomys och familjen hamsterartade gnagare. IUCN kategoriserar arten globalt som livskraftig. Inga underarter finns listade i Catalogue of Life.
Denna gnagare förekommer i Argentina, Paraguay, södra Bolivia och angränsande områden av Brasilien. Habitatet utgörs av fuktiga buskskogar.